# Ваверский сельсовет
Ваверский сельсовет (белор. Ваверскі сельсавет) — административная единица на территории Лидского района Гродненской области Беларуси. Административный центр —  агрогородок Ваверка.

## История
Образован 12 октября 1940 года в составе Лидского района Барановичской области БССР. С 20 сентября 1944 года в составе Гродненской области. 16 июля 1954 года к сельсовету присоединена территория упразднённого Мейровского сельсовета.
В 2005 году деревня Бобовцы включена в состав Тарновского сельсовета.

## Состав
Ваверский сельсовет включает 28 населённых пунктов:
- Ваверка — агрогородок.
- Гердевцы — деревня.
- Дылево — деревня.
- Кадишки — деревня.
- Косиловцы — деревня.
- Ковали — деревня.
- Косовщина — деревня.
- Красновцы — деревня.
- Лавриновичи — деревня.
- Манцевичи — деревня.
- Маркути — деревня.
- Мейры — деревня.
- Микуты — деревня.
- Михновцы — деревня.
- Мыто — деревня.
- Новосёлки — деревня.
- Ольховка — деревня.
- Паперня — деревня.
- Подольховка — деревня.
- Радвиловцы — деревня.
- Рулевичи — деревня.
- Селяхи — деревня.
- Семейки — деревня.
- Серафины — деревня.
- Смолаки — деревня.
- Чапли — деревня.
- Чешейки — деревня.
- Яновляне — деревня.

Упразднённые населённые пункты:
- Бобовцы — деревня.